# (14372) Paulgerhardt
(14372) Paulgerhardt est un astéroïde de la ceinture principale.

## Description
(14372) Paulgerhardt est un astéroïde de la ceinture principale. Il fut découvert le 9 janvier 1989 à Tautenburg par Freimut Börngen. Il présente une orbite caractérisée par un demi-grand axe de 3,00 UA, une excentricité de 0,09 et une inclinaison de 9,8° par rapport à l'écliptique.

## Compléments